# Sala de guardia
Sala de guardia és una pel·lícula en blanc i negre de l'Argentina dirigida per Tulio Demicheli sobre el guió de Roberto Gil que es va estrenar el 28 de febrer de 1952 i que va tenir com a protagonistes a Elisa Christian Galvé, Carlos Thompson, Renée Dumas, Nathán Pinzón i Tito Alonso. Va participar en el 6è Festival Internacional de Cinema de Canes.

## Sinopsi
Diferents episodis que transcorren en la guàrdia d'un hospital públic.

## Repartiment
- Elisa Christian Galvé
- Carlos Thompson
- Renée Dumas
- Nathán Pinzón
- Tito Alonso
- Analía Gadé
- Juan José Míguez
- Diana Maggi
- Santiago Gómez Cou
- Diana Ingro
- Roberto Escalada
- Mario Fortuna
- Aída Alberti
- Arturo Arcari
- Margarita Corona
- Lalo Malcolm
- Nelly Panizza
- Perla Santalla
- Ángel Boffa
- Juan Pecci

## Comentaris
El Heraldo del Cinematografista va comentar:
| « | ”Aconsegueix el seu efecte lleus falles tècniques…no perjudiquen el conjunt.” | » |

Per la seva part Noticias Gráficas opinà:
| « | ”…torna a mostrar els inquiets afanys del director…que ha sabut aconseguir un film honrós….posa en l'animació del seu personatge comunicativa i depurada intenció.” | » |